# Poira
Poira est une localité située dans le département de Bousséra de la province du Poni dans la région Sud-Ouest au Burkina Faso.

## Démographie
| 1975 | 1985 | 1996 | 2006 |
| ---- | ---- | ---- | ---- |
| -    | -    | -    | 212  |

En 2006, sur les 212 habitants du village – regroupés en 28 ménages – 51,89 % étaient des femmes, près 50 % avaient moins de 14 ans, 42 % entre 15 et 64 ans et environ 8 % plus de 65 ans.

## Santé et éducation
Le centre de soins le plus proche de Poira est le centre de santé et de promotion sociale (CSPS) de Bousséra tandis que le centre médical avec antenne chirurgicale (CMA) de la province se trouve à Gaoua.